# Brocos
Brocos (oficialmente San Miguel de Brocos) es una parroquia española del municipio de Golada, perteneciente a la provincia de Pontevedra, en la comunidad autónoma de Galicia. En 2022, tenía empadronados 47 habitantes.